# José Ramón Quesada y Gascón
José Ramón Quesada y Gascón (Almagro, 21 de julio de 1845 – La Matilla, Segovia, 13 de septiembre de 1900) fue un clérigo español.
En 1894 fue nombrado obispo auxiliar de la archidiócesis de Toledo, titular de la diócesis de Domitio (Turquía), cargos que ocupó hasta que fue designado en 1898 como obispo de Segovia, falleciendo en el cargo dos años después.
| Predecesor: Valeriano Menéndez Conde y Álvarez | Obispo auxiliar de Toledo 1894 - 1898 | Sucesor: Juan José Laguarda Fenollera |
| Predecesor: Pierre-Ferdinand-Adrien Simon      | Obispo de Domitio 1894 - 1898         | Sucesor: István Vilmos                |
| Predecesor: José Proceso Pozuelo y Herrero     | Obispo de Segovia 1898 - 1900         | Sucesor: José Cadena y Eleta          |